# Vrbas (Fluss)
Der Vrbas (serbisch-kyrillisch Врбас; von serbokroatisch vrba für „Weide“) ist ein rechter Nebenfluss der Save im Westen von Bosnien und Herzegowina. Er entspringt im Gebirge Vranica, knapp 20 Kilometer östlich von Gornji Vakuf-Uskoplje, und fließt bei Srbac in die Save. Der Vrbas ist von der Quelle bis zur Einmündung in die Save etwa 235 Kilometer lang.
Wichtige Zuflüsse des Vrbas sind die Pliva, die bei Jajce von links mit einem Wasserfall in den Vrbas mündet, der Ugar, der gut 10 Kilometer unterhalb von Jajce von rechts in den Vrbas mündet, sowie die Vrbanja, die vom Vlašić kommend bei Banja Luka in den Vrbas mündet. Größere Ortschaften am Vrbas sind Gornji Vakuf-Uskoplje, Bugojno, Donji Vakuf, Jajce und Banja Luka.
Zwischen Jajce und Banja Luka staut das Wasserkraftwerk Bočac (Hidroelektrana Bočac) mit einer 66 Meter hohen Mauer den Vrbas zu einem über 20 Kilometer langen Stausee (Jezero Bočac). Das Kraftwerk ist seit 1982 in Betrieb und hat eine Leistung von 110 MW.
Der Vrbas ist mit seinen Stromschnellen für den Raftingsport geeignet. Die Welt- und Europameisterschaften im Rafting wurden schon mehrfach auf dem Vrbas ausgetragen.

## Hydrologie
Mit einer mittleren Abflussmenge von 102 m³/s an der Mündung steht der Vrbas an sechster Stelle der größten Flüsse des Landes.